# Крусејдерси
Крусејдерси су рагби јунион тим који представља северне провинције јужног острва Новог Зеланда са седиштем у Крајстчурчу. Крусејдерси су најтрофејнији рагби тим на свету, са освојених 7 титула Супер Рагби - најаче лиге на свету. Дрес Крусејдерса је црвене боје, а утакмице као домаћини играју на Рагби лига парку. За Крусејдерсе су играли познати играчи Ендру Мертенс, Крис Џек, Џастин Маршал, Грег Сомервил, Ден Картер, а и даље су ту Ричи Мако и Керијан Рид.
Успеси
- Супер Рагби

- Освајач (7–рекорд) : 1998, 1999, 2000, 2002, 2005, 2006, 2008.

 Састав у сезони 2016
Вајт Крокет
Овен Френкс
Непо Лаулала
Џо Муди
Тим Пери
Алеx Ходгман
Бен Фунел
Гед Робинсон
Коди Тејлор
Скот Берет
Доминик Бирд
Лук Романо
Џими Тупоу
Сем Вајтлок
Ричи Мако
Киран Рид
Џордан Тауфуа
Мет Тод
Лук Вајтлок
Џед Браун
Том Сандерс
Мичел Друмонд
Ендру Елис
Вили Хајнц
Били Гајтон
Ден Картер
Колин Слејд
Том Тејлор
Рајан Кроти
Киран Фонотиа
Роби Фруан
Дејвид Хавили
Џон Мациали
Џони МекНикол
Немани Надоло
Нафи Туитаваке
Израел Даг
Ричи Моунга